# Braunschweiger Mumme

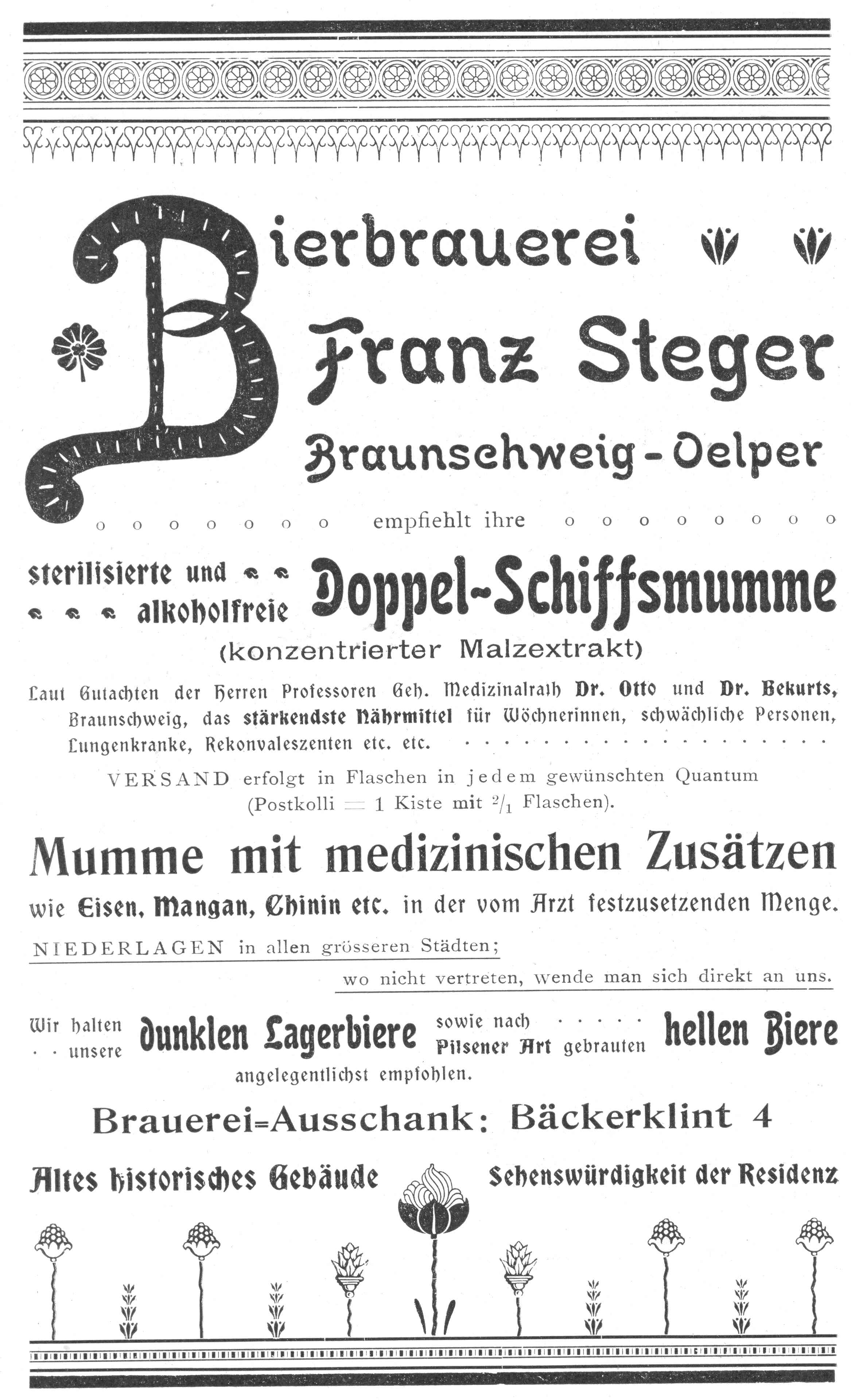
Anuncio de la fábrica de cervezas Mumme-Brauerei Steger de 1899.

Braunschweiger Mumme (en latín: Mumma Brunsvicensium o Mumia, en inglés: Brunswick Mum, en francés: Mom de Bronsvic), a menudo conocido simplemente como Mumme, es una forma de elaborar cerveza, realizada desde tiempos inmemoriales en la ciudad alemana de Brunswick con una amplia gama de contenidos alcohólicos. La evolución de esta cerveza comienza en la Edad Media tardía y era conocida por su receta poco usual como Mumme; en aquellos tiempos ya era uno de los productos más exportados de la ciudad de Brunswick y hasta los tiempos modernos llegó a ser muy conocida debido a su exportación a la India y al Caribe.[cita requerida] Hoy en día sigue produciéndose en dicha ciudad, pero se trata de una bebida sin alcohol que se vende como souvenir para los turistas.

## Mumme: ficción y realidad
En contra de lo que se puede pensar, el nombre Mumme no proviene del nombre del ciudadano de Brunswick y fabricante de cerveza Christian Mumme ya que esta bebida tiene un origen más antiguo. Ya en la primera mitad del siglo XVIII, en la ciudad de Wolfenbüttel, en 1736, en la obra De Mumia Brunsvicensium, del médico Franz Ernst Brückmann, se mencionan numerosas leyendas de una antigua bebida con milagrosos efectos. Tras Brückmann, el cervecero Christian Mumme intentó elaborar una receta mejorada entre los años 1492 y 1498. Ya en este tiempo se empleaba el nombre de Mumie para denominar a una cerveza como "cerveza fuerte" (Starkbier) debido a los numerosos aditamentos que añadían durante su elaboración, proporcionándole un carácter fuerte tanto de sabor como de aroma.

### Origen de la leyenda
La historia contada por Brückmann en su obra se vio fortalecida, dando lugar a innumerables leyendas e historias acerca de la "Mumme" de Brunswick. Este fenómeno hizo que la cerveza se hiciera una bebida muy popular, conocida incluso fuera de las fronteras de Alemania; de esta forma la exportación de la bebida generó un gran beneficio económico a la ciudad. Es muy posible que por aquel entonces la leyenda se fuera convirtiendo poco a poco en "historia real".
De esta forma Brückmann contribuyó al folclore de Brunswick. Junto con esto, el grabador A. Beck elaboró en 1742 un material gráfico que proporcionaba imágenes a la historia de Brückmann, y de esta forma logró que la historia se hiciera más popular y más real a ojos de la gente, integrándose fuertemente en la mente de las siguientes generaciones. Hasta el año 1911 no hubo un estudio profundo acerca de la historia de esta bebida de Brunswick y fue llevado a cabo por el historiador y director del museo estatal de la ciudad (Städtischen Museum), Heinrich Mack quien, en su obra Zur Geschichte der Mumme. Insbesondere des Mummehandels im 17. Jahrhundert intenta romper las creencias populares aportando detalles científicos a las historias y leyendas. Por ejemplo, demuestra muchas falsedades creadas acerca de la persona de Christian Mumme, así como las historias acerca de la casa, o de la Mumme-Kind (niño de Mumme) o la Mumme-Probe (prueba de Mumme).

### La casa de Christian Mumme

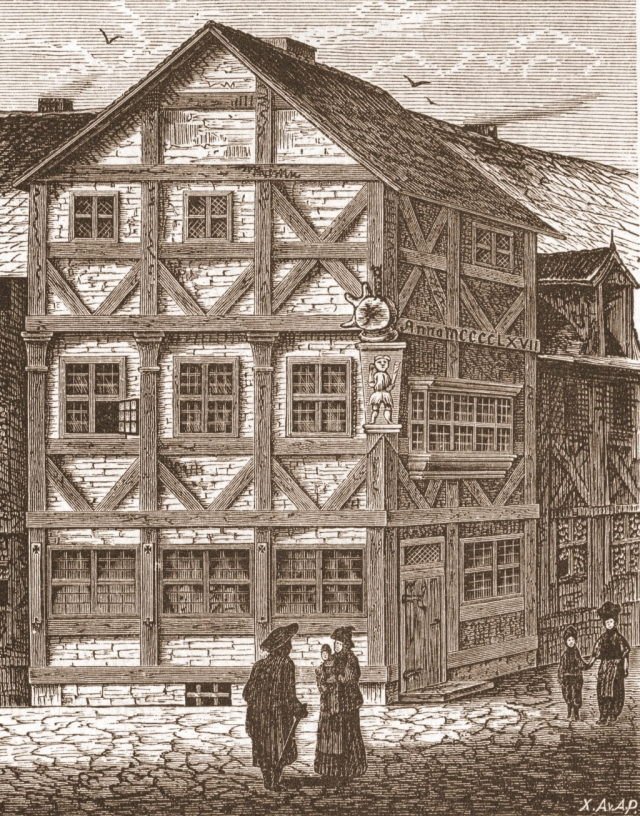
Ilustración de la Brauhaus de Christian Mumme.

Gracias a Brückmann debemos datar la cervecería de Christian Mumme desde el año 1463 hasta su completa destrucción en la Segunda Guerra Mundial, de la que se sabía seguro estaba localizada en la calle Alten Petritore 2, en Braunschweig; existen ilustraciones acerca de la Fachwerkhaus cuya autenticidad ha sido comprobada. Heinrich Mack demuestra con numerosos documentos que nunca vivió ni Christian Mumme ni sus familiares en la casa.
A propósito de Christian Mumme en Braunschweig se debe decir que no existe una prueba escrita acerca de su estancia en la ciudad; esto es así a pesar de atribuírsele el "descubrimiento" de esta bebida. No obstante, existen numerosas referencias medievales a la existencia de la cerveza antes de 1492 y 1425, donde algunos documentos mencionan cómo un noble de Hesse al visitar la ciudad de Braunschweig pide dos barriles de Mumme.

### El Mumme-Kind
Un ejemplo de la ficción de esta bebida se denomina el "Mumme-Kind“ (el niño Mumme). El trabajo de A. Beck en 1742 muestra en sus ilustraciones cómo un joven muere obeso a causa de su extrema adicción a la Mumme, y de esta forma Beck lo muestra muerto poniendo unas palabras fúnebres a la representación: «Ilustración de Maltz-Kärners en Brunswick, al que debido a su extrema adicción al sabor de la Mumme le ha llevado a morir gordo a la edad de 30 años, siendo su peso de 130 kilos».

### LaMumme-Probe
Una de las anécdotas más contadas por los asiduos de esta bebida mencionan la Mumme-Probe (prueba de la Mumme), en la que se intenta demostrar cómo la dulzura de la Mumme estaba en su cantidad exacta, realizando la siguiente prueba: se ponía una cantidad de una cuchara de Mumme en una silla de madera y se extendía sobre la superficie del asiento; tras esto, una persona se sentaba e inmediatamente se levantaba. Si la silla se quedaba pegada al cuerpo indicaba que la cantidad de azúcar era la correcta y que la calidad de la Mumme era buena.

### La factura de 1390
Heinrich Mack menciona que el documento más antiguo que hace referencia a la bebida está datado en el año 1390 sobre una factura que menciona "Mumme" para justificar el gasto de bebidas durante una fiesta de Braunschweig en honor al patrón de la ciudad san Au(c)tor. Esta factura demuestra que la bebida existía ya antes de Christian Mumme, ya que está datada 102 años antes de su nacimiento.

### "Mumme“ como una denominación genérica
Heinrich Mack menciona en su estudio que el concepto de Mumme esconde en la región de Braunschweig una forma genérica de hacer cerveza oscura (dunkles Bier), en contraposición con el concepto cerveza blanca Weißbier para una cerveza de color más claro. Menciona, además, que en la Edad Media se elaboraban en Braunschweig cinco tipos diferentes de "Mumme", y que todas ellas tenían un color marrón con un contenido alto de malta, así como que eran muy densas. En un edicto de 1571 se hizo que Mumme fuera sinónimo de cerveza roja (Rotbier), aunando los conceptos de diferentes cervezas.

### Receta
Con el transcurso de los años y siglos la receta ha ido cambiando de propietario, y además ha sido objeto de innumerables intereses; tanto es así que existen diversas recetas que se afirma ser la original; de esta forma no se puede saber cuál es la más adecuada. De todas ellas se sabe que el ingrediente común era el lúpulo, la cebada y/o el trigo, todos ellos expuestos en las recetas con diferentes proporciones y cantidades, así que no se puede saber de ninguna que sea la receta original.
El autor Krünitz, en su obra Oeconomische Encyclopädie, cuenta en 1773, mencionando diferentes fuentes, que el Mumme se elaboraba bajo diferentes procesos: uno de los más importantes era cuando se producía la fermentación alcohólica o también durante la evaporación, cuando se le añadían judías, cortezas de algunos árboles y algunas cantidades de astillas de abeto y betula, rocío del sol, sambucus y tomillo, pimpinela, betónica, mejorana, poleo menta, cardamomo, rosa Caninan, inula, clavon, canela y algo de huevo. Para establecer el color rojo oscuro se solía añadir zumo de cerezas.
La verdad acerca de los contenidos debe ponerse en duda en todo momento debido a los múltiples intereses y habladurías para oscurecer el negocio existente en torno a esta bebida, intentando poner ingredientes que pueden ser repelentes a la mayoría de las personas o que pueden causar daño.

## Éxito de exportación en la Edad Media

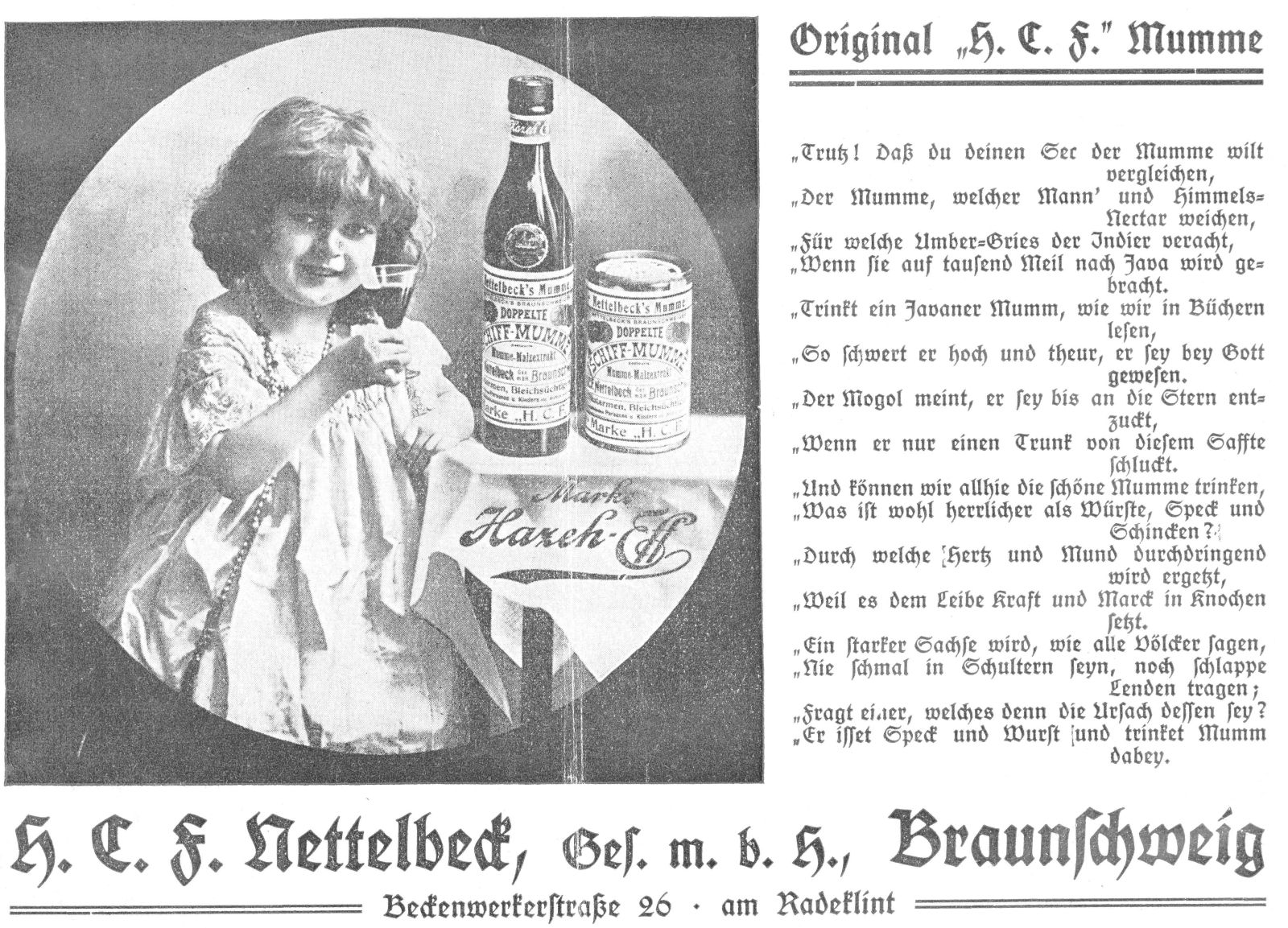
Anuncio de 1913 de la "Mumme-Brauerei" Nettelbeck.

En un libro de cerveza de 1723 (Braunschweigischen Bierbuch) se menciona:
«… la Mumme, aquella que reconforta, la olorosa que agrada al sabor, así se elabora este zumo de cebada (Gersten-Safft) en la ciudad de Braunschweig, aquella que debido a su superioridad atraviesa la línea ecuatorial que divide las dos Indias, en esto es superior a otras cervezas …»
(Trad. libre del alemán antiguo.)
Gracias al alto contenido alcohólico y de azúcar la Mumme fue en los primeros tiempos uno de los pocos alimentos que podía aguantar almacenado mucho tiempo sin perder sus propiedades; de esta forma, en los siglos XV y XVI se empleó en los largos viajes marinos de descubrimiento de nuevas tierras.
Al pasar el tiempo se le aumentó la cantidad de alcohol hasta el doble de su concentración con el objeto alargar su durabilidad al ser conservado; de esta forma hubo durante algún tiempo una Schiff-Mumme (Mumme de barco)  o Segelschiff-Mumme (Mumme marina),  en comparación con la Stadt-Mumme (Mumme de ciudad), con un contenido más bajo de alcohol. La consistencia de la Schiff-Mumme era muy similar a la del aceite. Las tropas incluían en los barriles etiquetas especiales para distinguir la Mummi para consumo de la tripulación y aquella que se exportaba a las ciudades de las Indias; la etiqueta contenía la frase: «in beide Indien» (= América y la India); de esta forma las tripulaciones evitaban enfermedades como el escorbuto. Ya desde estos tiempos la marca de la cerveza iba unida a la imagen de un barco (hoy en día puede comprobarse este icono en cada botella): un barco incluido en un marco ovalado sobre un fondo azul.
El uso mundial de esta bebida hizo que fuera el producto de exportación número uno de la ciudad de Braunschweig. De esta forma los puertos de Alemania como Hamburgo (después de 1531), Lübeck y Bremen tenían barcos constantemente que transportaban Mumme a todo el mundo (Dinamarca, Reino Unido, los Países Bajos, Suecia, así como los países del Báltico).
La Mumme tenía una desventaja en su sabor, ya que tenía un alto contenido en maltosa que la hacía dulce, pegajosa y viscosa. Estas desventajas eran obviadas debido a su capacidad de durabilidad al ser conservada, y esto hizo de la Mummi en el siglo XVII la única sustancia alimenticia idónea para la alimentación de los marineros.[cita requerida]

## La música y literatura de la Mumme

### La canción de la Mumme
Con el devenir de los siglos se han enriquecido las referencias literarias sobre esta bebida, aumentando las alabanzas sobre la bebida. Un ejemplo es un poema de Johann Albert Gebhardi, rector de Martino-Katharineums en 1708 en honor de la boda de la princesa Isabel Cristina de Brunswick-Wolfenbüttel con el que fuera más tarde Carlos VI del Sacro Imperio Romano Germánico. Un segundo ejemplo, muy conocido en la comarca, es la «Mumme-Lied» («Canción de Mumme») procedente de la ópera Heinrich der Vogler, que se representó por primera vez en el verano de 1718 en Braunschweig. El verso es de Johann Ulrich König y música es del maestro de capilla Georg Kaspar Schürmann (1672/73-1751).
Las dos primeras estrofas rezan en alemán así:
Brunswyk, du leiwe Stadt,

vor vel dusent Städen,

dei sau schöne Mumme hat,

dar ik Worst kann freten.

Mumme smekkt noch mal sau fin,

as Tokay un Mosler wyn,

Slakkworst füllt den Magen …

(Existen cambios de ortografía no corregidos aquí.)
En alemán alto (Hochdeutsch):
Braunschweig, du liebe Stadt,

unter Tausenden von Städten.

die so schöne Mumme hat [und]

wo ich [Braunschweiger] Wurst essen kann.

Mumme schmeckt noch besser

als Tokajer und Mosel-Wein,

Schlackwurst füllt den Magen...

### Un poema dedicado a Mumme
A comienzos del siglo XVIII existían muchas habladurías acerca de la composición de la Mumme, algunas de ellas decían que la Mumme de Braunschweig contenía ingredientes «obscuros» o secretos, entre ellos que la coloración roja de la bebida se podía deber al zumo de cerezas que posiblemente podría tener. De esta forma el médico de Wolfenbüttel Brückmann en 1723 escribió un poema «Das Gedicht von der Mumme» («El poema de Mumme») con la intención de defender la bebida contra las habladurías:
Das Gedicht von der Mumme
Die Mumme scheu' t sich nicht

sie will sich nicht verstecken

sie tritt ohn Masque hier der Welt recht vors Gesicht

wer durchs Vergrößrungs-Glaß will schauen ihre Flecken

beschaue sich vor erst

eh er das Urtheil spricht
En la celebración de 1000 anos de la ciudad de Braunschweig en agosto de 1861 en la representación teatral realizada por Carl Schultes (1822-1904) titulada Brunswick’s Leu, stark und treu aparece por última vez referenciada esta misteriosa bebida.

## La casa de Steger (Mumme-Haus)

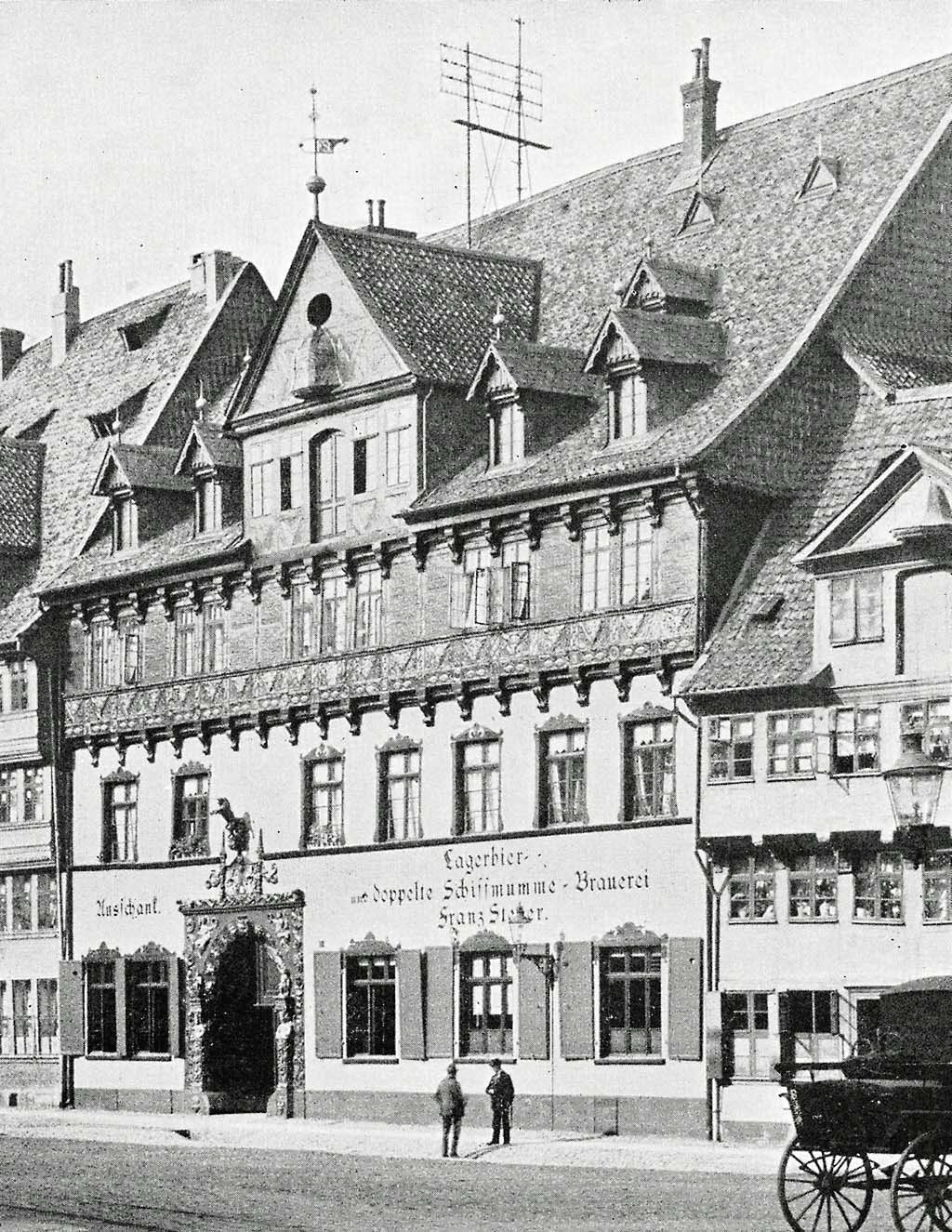
La Cervecería Mumme de Steger en 1897.

Antes del advenimiento de la Segunda Guerra Mundial en la ciudad de Braunschweig la dirección de la fábrica principal para Mumme era la cervecería Steger, conocida como la "Mumme-Haus“, en la calle Bäckerklint 4 hoy en día directamente en frente de la fuente Eulenspiegel-Brunnen. La casa se construyó en 1588 en una especie de Fachwerkhaus y fue destruida el 10 de febrero de 1944 durante un intenso bombardeo de las tropas aliadas sobre la ciudad, destruyendo la fábrica completamente. Sólo quedó el portal hoy en día ubicado en otra parte de la ciudad. Hasta en la actualidad (2006) nunca se pensó en reconstruir la fábrica de nuevo.

## Tras la Segunda Guerra Mundial
En 1949, cuatro años tras el final de la segunda guerra, se comenzó de nuevo la producción de la bebida. De esta forma que el año 1990 hubo otro segundo momento crítico para esta bebida centenaria, ya que estudios oficiales mostraban un gran contenido de hierro en el contenido de las botellas de Mumme, debido en gran parte a que los recipientes donde se elaboraba había este metal. Hasta esta época la producción de 30 000 botellas por día se paró por completo hasta que en 1996 comenzó de nuevo.

## Mumme hoy en día

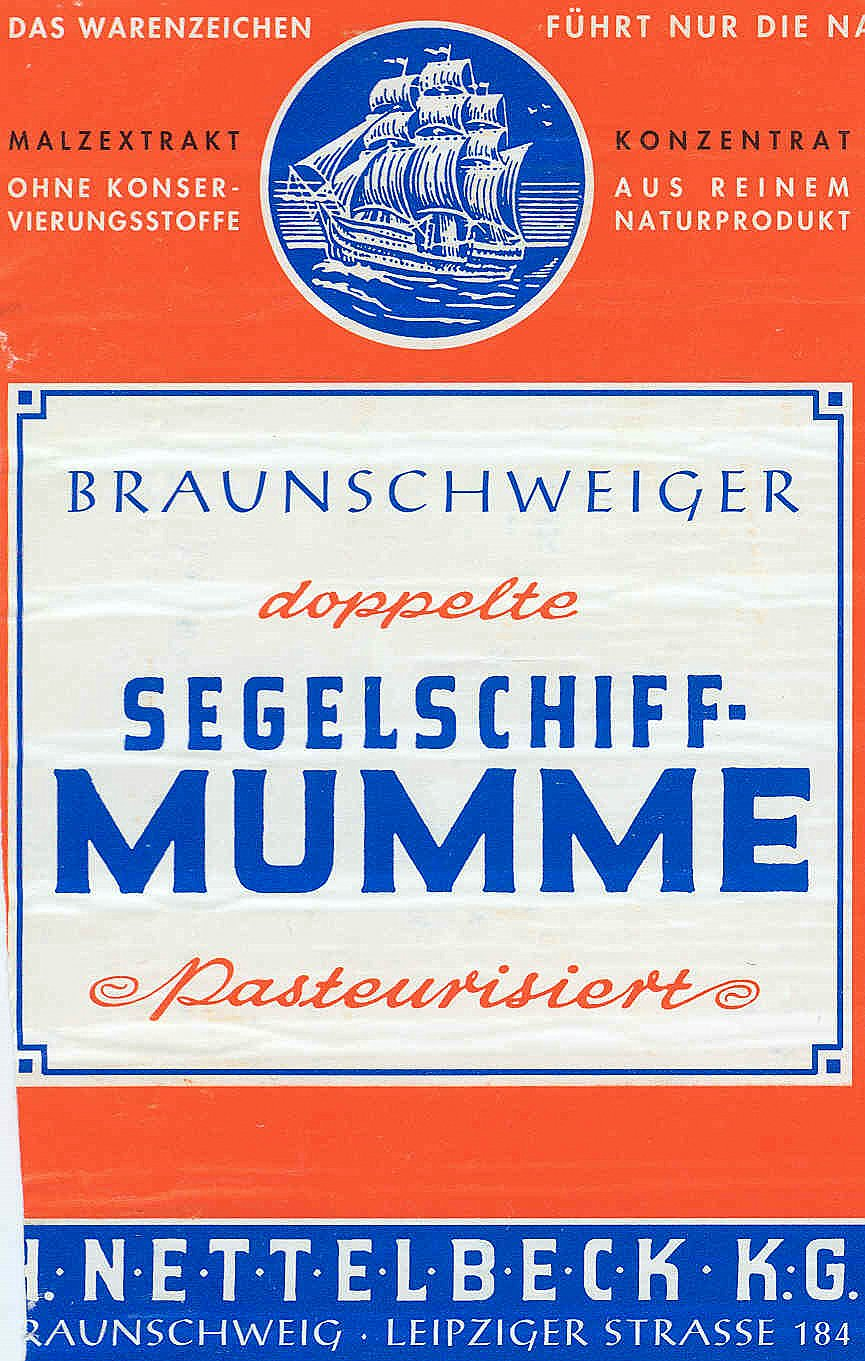
Mumme hoy en día.

La Mumme de hoy en día contiene principalmente maltosa, también algo de glucosa, sacarosa y fructosa. De esta forma la bebida es hoy en día una especie jarabe azucarado que rara vez se toma puro, y por lo tanto se emplea como aditamento azucarado en la elaboración de pasteles, tartas, alguna vez se añade unas gotas a las cervezas, se elaboran salsas, etc.
El resultado es una bebida sin alcohol que dejó de ser un artículo de amplia exportación justo cuando su nuevo método de elaboración dejó de ser alcohólica, hoy en día es más un souvenir para los turistas que visitan la ciudad de Braunschweig.

### El festival de Mumme-Meile
El marketing de la ciudad se ha puesto en funcionamiento de nuevo y la "Mumme" continua de nuevo a empezar a sonar, de esta forma en los meses de octubre y noviembre de 2006 se celebró el primer festival denominado Braunschweiger Mumme-Meile en la parte antigua de la ciudad. En este festival se preparan conferencias sobre la bebida y se cuentan las historias y leyendas que han rodeado la bebida a lo largo de los tiempos.